# الملعب البلدي لريوس
الملعب البلدي لريوس، هو ملعب متعدد الاستخدامات يقع في ريوس، كاتالونيا، إسبانيا. يستخدم حاليا لمباريات كرة القدم وهو الملعب الرئيسي لنادي ريوس ديبورتيو.